# Cedrela discolor
Cedrela discolor là một loài thực vật có hoa trong họ Meliaceae. Loài này được S.F.Blake mô tả khoa học đầu tiên năm 1920.